# 23 Pułk Artylerii Lekkiej (II RP)

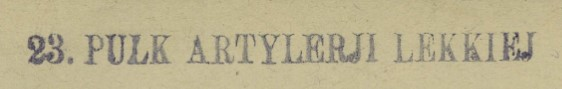
Pieczęć nagłówkowa, podłużna 23 pal

23 pułk artylerii lekkiej (23 pal) – oddział artylerii lekkiej Wojska Polskiego II RP.
Swoje korzenie pułk wywodzi od sformowanego na początku sierpnia 1920 214 Wielkopolskiego pułku artylerii polowej, którego I dywizjon walczył w Bitwie Warszawskiej. Po kolejnych reorganizacjach utworzony został 23 pal, a jego pokojowym garnizonem został Będzin. II dywizjon pułku był detaszowany w Żorach. Pułk był organiczną jednostką artylerii 23 Górnośląskiej Dywizji Piechoty. Pod względem wyszkolenia oddział podporządkowany był dowódcy 5 Grupy Artylerii.

## 214 Wielkopolski pap
Początki 23 pułku artylerii lekkiej sięgają lipca 1920, kiedy to zapadła decyzja, aby na bazie baterii zapasowej 14 Poznańskiego pułku artylerii ciężkiej przystąpić do organizacji zalążków przyszłego 214 Wielkopolskiego pułku artylerii polowej pod dowództwem ppłk. Rudolfa Underki. Na stanowiska dowódców dywizjonów zostali wyznaczeni odpowiednio: por. Edmund Bartkowski, mjr Adam Brzeski i por. Piotr Michalski. 13 sierpnia zakończyła się organizacja I dywizjonu. Wyposażony w niemieckie  77 mm armaty polowe wz. 16 w tym dniu wyruszył na front. Kiedy I dywizjon wymaszerował na front, na Sołaczu nadal prowadzono prace organizacyjne w kolejnych dywizjonach. 4., 5. bateria, podobnie jak i I dyon, otrzymała 77 mm armaty polowe wz. 16, a 6 bateria 105 mm haubice polowe wz. 98. Baterie III dyonu także nie miały jednolitego uzbrojenia. 7 bateria posiadała dwa 150 mm działa wz. 13, 8 bateria - cztery 150 mm haubice wz. 02, 9 bateria  cztery 150 mm haubice polowe wz. 16. Oprócz sprzętu artyleryjskiego w każdej baterii znajdowały się dwa karabiny maszynowe. Na wyposażeniu znajdował się sprzęt łączności i optyczno-mierniczy. Szkolenie w pododdziałach napotykało liczne trudności, które spowodowane były różnorodnością sprzętu artyleryjskiego oraz brakiem regulaminów i podstawowych instrukcji do sprzętu artyleryjskiego, do działoczynów czy musztry.
Walki I/214 pap
Bezpośrednio po sformowaniu dywizjon liczył 13 oficerów, 5 podchorążych, 65 podoficerów, 427 kanonierów i 406 koni. W czasie walk wszedł w skład grupy operacyjnej płk. Jarosława Aleksandrowicza, której zadaniem było powstrzymanie czołowych oddziałów sowieckiej 4 Armii, która wtargnęła na Pomorze, opanowała Brodnicę i zaczęła zbliżać się do rejonu przepraw na Wiśle w pobliżu Fordonu. Jeden z podjazdów III Korpusu Kawalerii Gaja-Gaja przekroczył Wisłę w okolicy Nieszawy. Skierowano tam 1 baterię z zadaniem wsparcia kontrataku piechoty, który miał wyrzucić nieprzyjaciela na drugi brzeg rzeki. Po wykonaniu postawionego zadania, bateria pozostała w rejonie Nieszawy z zadaniem obrony  przepraw.

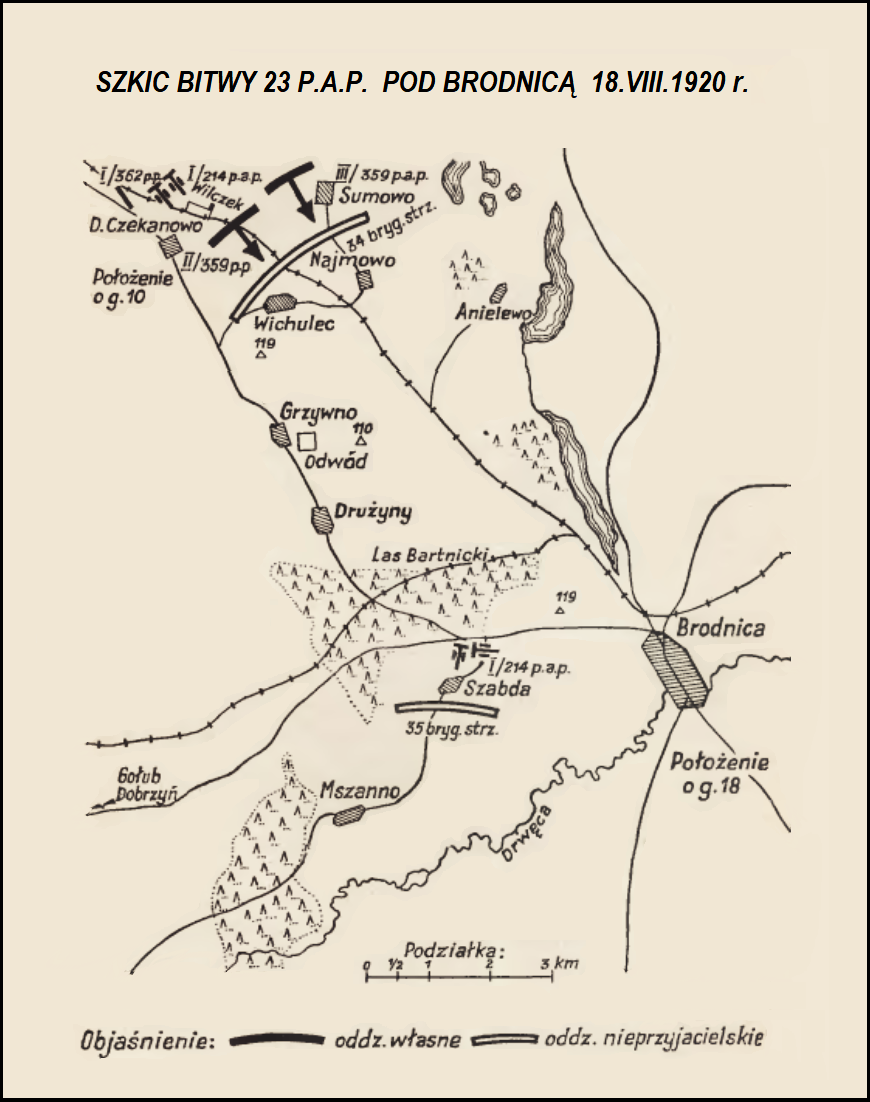
Tadeusz Skwarczyński, Zarys historii wojennej 23-go pułku artylerii polowej

16 sierpnia, działający nadal w składzie grupy operacyjnej płk. Aleksandrowicza dywizjon (bez 1 baterii), załadowany został na transport kolejowy i przez Toruń, Kowalewo przewieziony do Jabłonowa. Dowódca grupy postanowił przeprowadzić 18 sierpnia dwa zbieżne uderzenia na Brodnicę. Piechota z artylerią i częścią kawalerii oraz zaimprowizowany pociąg pancerny „Wilczek” miały uderzyć z rejonu Jabłonowa w kierunku południowo-wschodnim, zaś druga część kawalerii, pociąg pancerny „Wilk” z kompanią szturmową w kierunku północno-wschodnim. Pierwsza grupa została wzmocniona 2/214 pap, a 3 bateria pozostała w odwodzie. Dowódca dywizjonu wyznaczył ppor. Franciszka Packa oficerem łącznikowym przy piechocie. 2 bateria zajęła stanowiska ogniowe na północ od folwarku Czekanowo i otworzyła ogień do nieprzyjaciela zajmującego okoliczne wzgórza. Po serii polskich ataków nieprzyjaciel przystąpił do odwrotu w kierunku Brodnicy. Baterie ostrzeliwały cały czas wycofujących się Sowietów, aż polska piechota zdobyła Brodnicę. W walkach pod Brodnicą wyróżnili się między innymi: ogniomistrzowie Józef Mocek i Antoni Bruzi, kpr. Rybczyński oraz bomb. Antoni Marcinkowski i Michał Kochański.
Po bitwie pod Brodnicą dywizjon powrócił do Poznania, a po jego uroczystym powitaniu na Błoniach Grunwaldzkich dołączył do swego macierzystego pułku, stacjonującego i szkolącego się na terenie poligonu Biedrusko.
Rozwiązanie pułku
W listopadzie 1920 pułk zwalniał żołnierzy starszego rocznika, a z uwagi na fakt, że był pułkiem „ochotniczym” i „nadliczbowym”, nie otrzymywał uzupełnień. Z końcem grudnia rozwiązany został III dywizjon, a jego żołnierze uzupełnili pozostałe pododdziały. Rozkaz ministra spraw wojskowych z 15 stycznia 1921 nakazywał z dniem 20 stycznia rozwiązać ochotniczy 214 Wielkopolski pułk artylerii polowej. Dotychczasowy dowódca pułku mjr Adam Brzeski objął dowództwo I dywizjonu przemianowanego na IV dywizjon 15 pułku artylerii polowej, a II dywizjon stał się IV dywizjonem 17 pułku artylerii polowej. Później oba dywizjony zostały wcielone do VII Brygady Rezerwowej.
| Obsada personalna 214 Wielkopolskiego pap | Obsada personalna 214 Wielkopolskiego pap |
| ----------------------------------------- | ----------------------------------------- |
| dowódca pułku                             | ppłk Rudolf Underka                       |
| dowódca pułku                             | mjr Adam Brzeski                          |
| dowódca I dywizjonu                       | por. Edmund Bartkowski                    |
| dowódca 1 baterii                         | ppor. Maksymilian Hawelt,                 |
| dowódca 2 baterii                         | ppor. Witold Bałachowski                  |
| dowódca 3 baterii                         | ppor. Zdzisław Szulc                      |
| dowódca II dywizjonu                      | mjr Adam Brzeski                          |
| dowódca III dywizjonu                     | por. Piotr Michalski                      |

## 23 pal w garnizonach

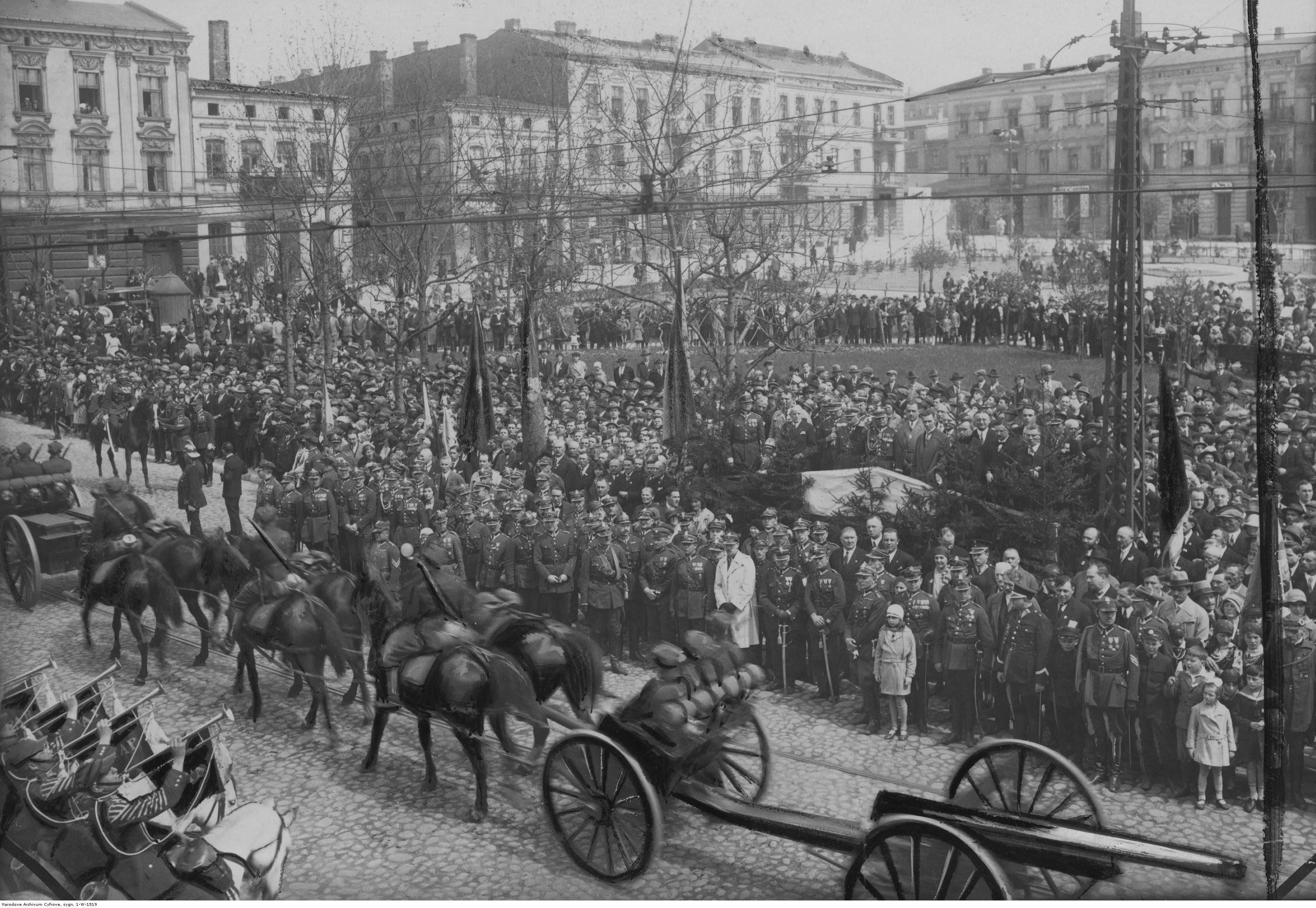
X-lecie 23 pal w Będzinie – widok na defiladę wszystkich dywizjonów pułku

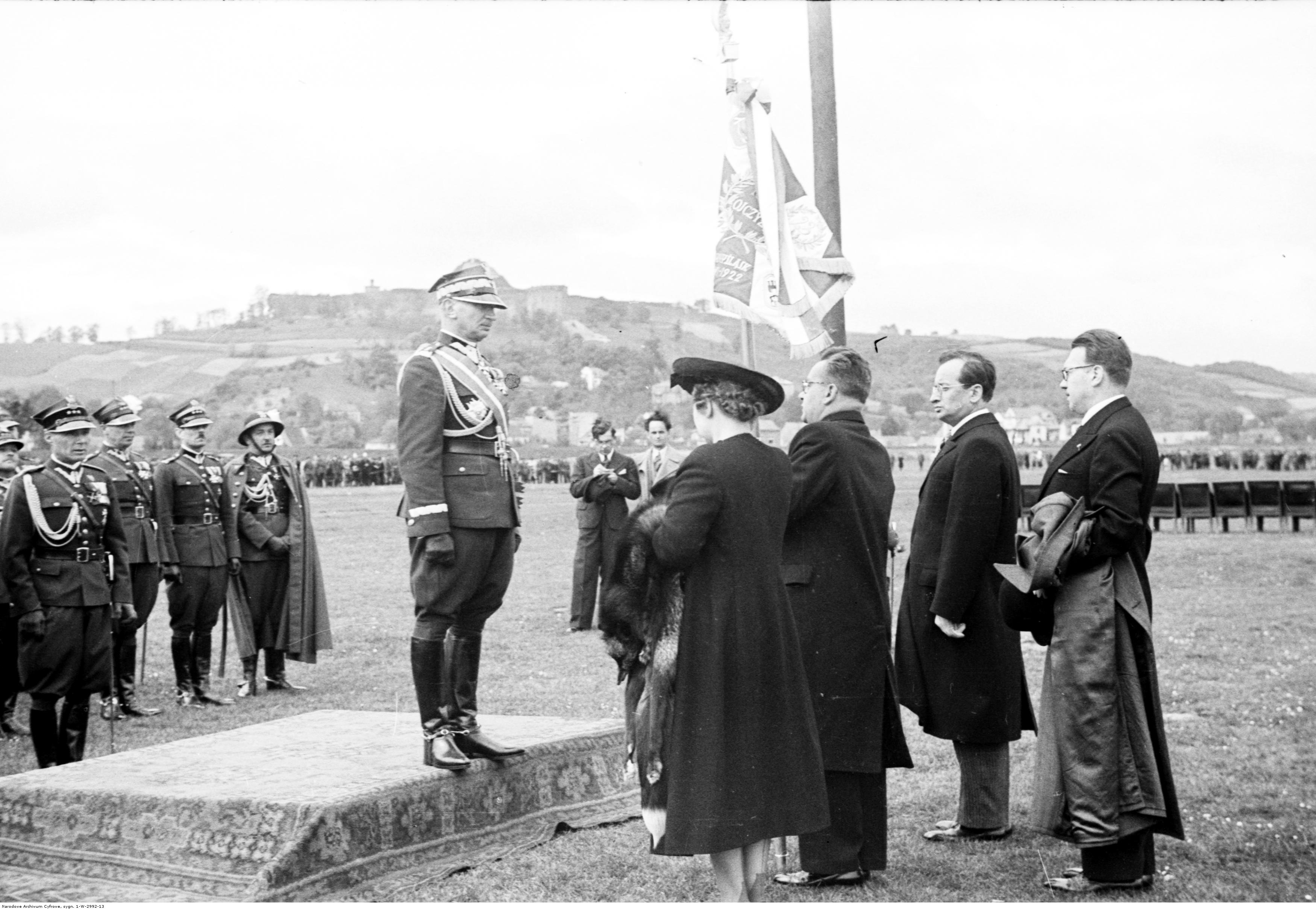
Wręczenie sztandaru 23 pal na krakowskich Błoniach – przedstawiciele komitetu fundacji przekazują sztandar gen. dyw. Juliuszowi Rómmlowi

### Formowanie i zakwaterowanie
Na podstawie rozkazu O.I.Szt. L. 24000/Mob. ministra spraw wojskowych, generała porucznika Kazimierza Sosnkowskiego, z 30 listopada 1920, dotychczasowa VII Brygada Rezerwowa została przeformowana w 23 Dywizję Piechoty. 30 kwietnia 1921 przybyło do pułku „wojenne” dowództwo 14 pułku artylerii polowej, tworząc dowództwo nowego „pokojowego” 23 pułku artylerii polowej, z dowódcą ppłk. Jerzym Krynickim. Będące w jej strukturze oba dywizjony byłego 214 pap posłużyły do sformowania 23 pułku artylerii polowej. Z uzupełnień przybyłych z 2 pułku artylerii ciężkiej utworzony został trzeci dywizjon.
W kwietniu 1922 pułk został przezbrojony we francuskie 75 mm armaty wzór 1897.
Pokojowym garnizonem pułku został Będzin. II dywizjon pułku był detaszowany w Żorach. 23 pap był organiczną jednostką artylerii 23 Górnośląskiej Dywizji Piechoty. Pod względem wyszkolenia oddział podporządkowany był dowódcy 5 Grupy Artylerii.

### Szkolenie w pułku
Pobór młodych żołnierzy do pułku prowadzony był na zasadzie eksterytorialnej. Polacy stanowili większość, liczącą około 70-80% stanu osobowego. Szkolenie pierwszego rocznika dzieliło się na dwa okresy: miesięczna szkoła rekruta i wspólne ćwiczenia z drugim rocznikiem. Szkolenie podstawowe rozpoczynało się w listopadzie lub w kwietniu i dzieliło się na dwa podokresy. W pierwszym żołnierze mieli  zaadaptować się do warunków życia wojskowego. Dużą wagę przywiązywano do musztry pieszej oraz gimnastyki. Zwracano też uwagę na opanowanie przez żołnierzy podstawowych wiadomości ogólnych. W drugim podokresie dokonywano podziału kanonierów na członków obsługi dział, jezdnych, zwiadowców, łącznościowców, obsługę karabinów maszynowych, sanitariuszy, służby weterynaryjne oraz podkuwaczy. Po zakończeniu pierwszego okresu szkolenia przydzielano żołnierzy do macierzystych pododdziałów, gdzie następowało dalsze szkolenie. Najzdolniejszych kierowano do pułkowej szkoły podoficerskiej, na kursy zwiadowców i łącznościowców organizowane przez sztab pułku. W miesiącach letnich pułk przechodził szkołę ognia na obozach ćwiczebnych. Tam żołnierze ćwiczyli działoczyny, tematy: bateria i dywizjon zaprzężony, umocnienia polowe artylerii, jazda konna, ostre strzelania z dział, służba w polu, zwiad, musztra piesza, ćwiczenia taktyczne z piechotą, strzelanie z kbk i ckm. Letnia koncentracja była w zasadzie sprawdzianem stopnia wyszkolenia bojowego pułku.

### Działania w ramach GO „Śląsk”

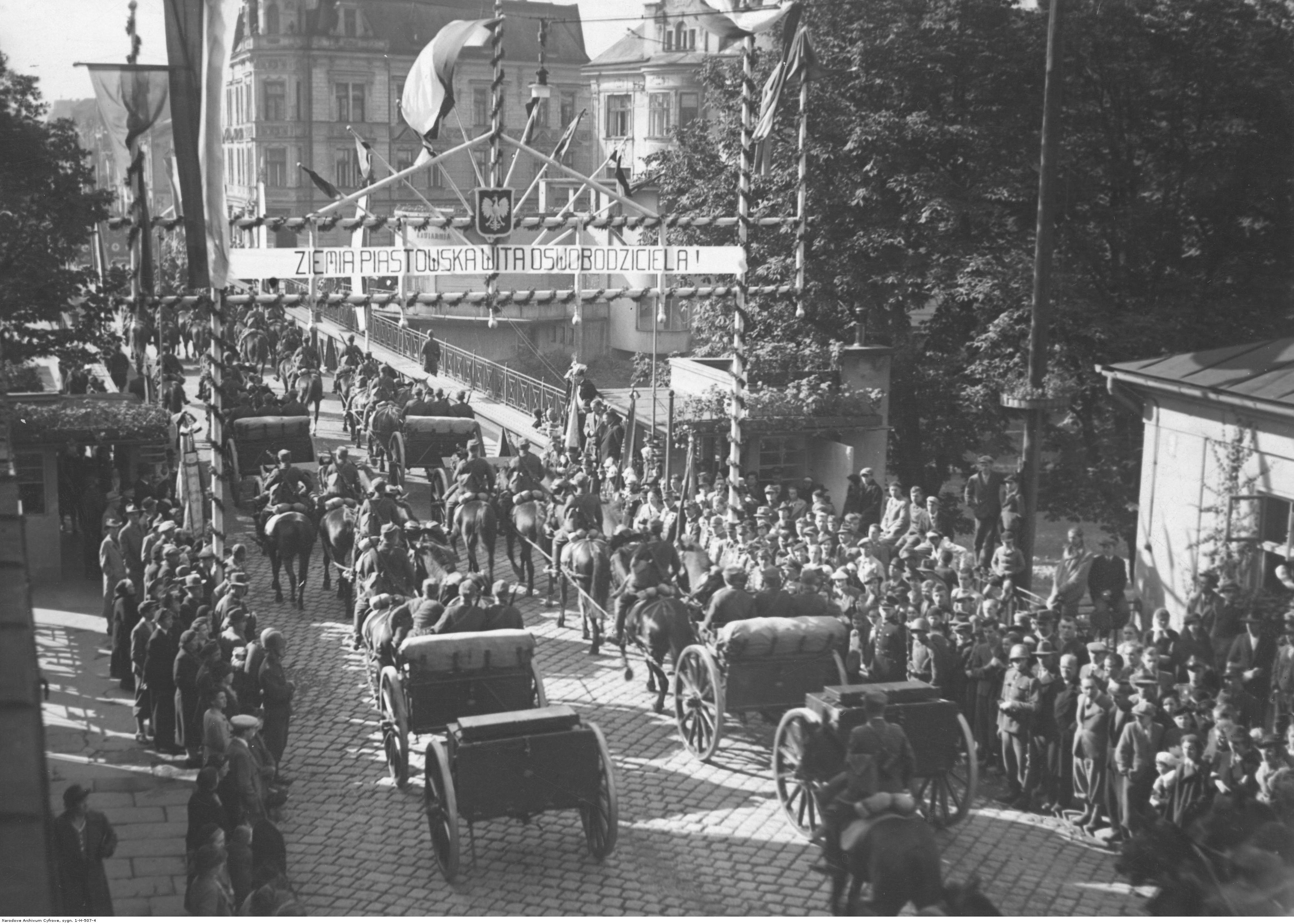
Marszałek Edward Śmigły-Rydz na Zaolziu. Defilada w Cieszynie - przejazd przodków artyleryjskich z jaszczami.

Jesienią 1938 pułk uczestniczył w działaniach mających na celu odzyskanie ziem Śląska Zaolziańskiego. Zgodnie z rozkazem marszałka Polski Edwarda Rydza-Śmigłego, 21 września 1938 pododdziały 23 pal opuściły miejsce stałego postoju w Będzinie i Żorach, udając się marszem pieszym w rejon granicy z Czechosłowacją w okolice Cieszyna. Tam pułk zajął stanowiska ogniowe. W godzinach rannych 2 października polskie oddziały wkroczyły na teren Zaolzia. Żołnierze polscy byli serdecznie witani przez ludność pochodzenia polskiego. Po defiladzie przed marsz. Rydzem-Śmigłym w Czeskim Cieszynie pododdziały 23 pal 11 października zostały skierowane do Orłowej. Z początkiem grudnia przeniosły się w rejon Karwiny i tam pozostawały do czasu zakończeni akcji, po czym wróciły do swoich macierzystych garnizonów.

### Zmiany organizacyjne w pułku
Z dniem 1 kwietnia 1925 5 bateria przemianowana została na 3 baterię w/g etatu nr 7 i weszła w skład II dywizjonu. Jednocześnie zmieniono numerację dotychczasową III dywizjonu w Żorach, przemianowując go na II dywizjon, pozostawiając jednocześnie w dotychczasowym miejscu dyslokacji, natomiast II dywizjon z Będzina przemianowano na III dywizjon.
31 grudnia 1931, na podstawie rozkazu B. Og. Org. 1120 – 18 Org. ministra spraw wojskowych marszałka Polski Józefa Piłsudskiego, 23 pap został przemianowany na 23 pułk artylerii lekkiej

Wraz z fortyfikowaniem Górnego Śląska przystąpiono w ramach 23 Dywizji Piechoty do formowania jednostek specjalnych do ich obsadzenia. W pierwszym rzędzie sformowano trzy bataliony piechoty specjalnej (fortecznej) jako czwarte w 11., 73. i 75 pułku piechoty. W ślad za nimi, we wrześniu 1938, utworzono w 23 pułku artylerii lekkiej IV dywizjon przeznaczony do umieszczenia w umocnieniach Obszaru Warownego „Śląsk”, jako artyleria stała (w tradytorach) bądź ruchoma. Poszczególne baterie przed wybuchem wojny przydzielono: 10 bateria do IV batalionu 11 pułku piechoty, 11 bateria do IV batalionu 75 pułku piechoty i 12 bateria do IV batalionu 73 pułku piechoty.
| Obsada personalna i struktura organizacyjna w marcu 1939 | Obsada personalna i struktura organizacyjna w marcu 1939 |
| -------------------------------------------------------- | -------------------------------------------------------- |
| dowódca pułku                                            | płk Jan II Kijowski                                      |
| I zastępca dowódcy                                       | ppłk Władysław Ryłko                                     |
| adiutant                                                 | kpt. Jan Stanisław Szulc                                 |
| lekarz medycyny                                          | por. lek. Włodzimierz Bołądź                             |
| starszy lekarz weterynarii                               | mjr Leon Matolski                                        |
| oficer zwiadowczy                                        | mjr Kazimierz Szczęśniak                                 |
| II zastępca dowódcy (kwatermistrz)                       | mjr Franciszek Talarczyk                                 |
| oficer mobilizacyjny                                     | kpt. adm. (art.) Stanisław Kazimierz Solak               |
| zastępca oficera mobilizacyjnego                         | por. adm. (art.) Piotr Kozaka                            |
| oficer administracyjno-materiałowy                       | kpt. Józef lll Kwieciński                                |
| oficer gospodarczy                                       | kpt. int. Bolesław Lucjan Kozakiewicz                    |
| oficer żywnościowy                                       | ppor. Adam Firszt                                        |
| dowódca plutonu łączności                                | kpt. Julian Chodkowski                                   |
| dowódca szkoły podoficerskiej                            | kpt. Zbigniew Hilary Malewski                            |
| zastępca dowódcy                                         | por. Marian Józef Niedzielski                            |
| dowódca plutonu                                          | ppor. Witold Brzozowski                                  |
| dowódca plutonu                                          | ppor. Józef Marciniak                                    |
| dowódca plutonu zwiadowców                               | ppor. Kazimierz Smolski                                  |
| dowódca plutonu łączności                                | por. Stanisław Jan Piech                                 |
| dowódca I dywizjonu                                      | mjr Marian Eugeniusz Mazaraki                            |
| dowódca 1 baterii                                        | kpt. Jerzy Antoni Kamiński                               |
| dowódca plutonu                                          | por. Jan Żmudzki                                         |
| dowódca 2 baterii                                        | por. Tadeusz Cieślik                                     |
| dowódca plutonu                                          | ppor. Tadeusz Edward Domagała                            |
| dowódca 3 baterii                                        | por. Edward Władysław Kułakowski                         |
| dowódca II dywizjonu                                     | mjr Roman Józef Brenner                                  |
| adiutant dywizjonu                                       | kpt. Kazimierz Marian Picheta                            |
| pomocnik dowódcy batalionu ds. gosp.                     | kpt. adm. (art.) Bronisław Jan Piela                     |
| dowódca 4 baterii                                        | kpt. Mikołaj Józef Stranz                                |
| dowódca plutonu                                          | por. Roman Szeląg                                        |
| dowódca 5 baterii                                        | kpt. Bolesław Wisławski                                  |
| dowódca plutonu                                          | ppor. Karol Orłowski                                     |
| dowódca 6 baterii                                        | kpt. Stefan Wolbek                                       |
| dowódca plutonu                                          | ppor. Aleksander Józef Kopaniak                          |
| dowódca III dywizjonu                                    | mjr Jan IV Orłowski                                      |
| dowódca 7 baterii                                        | kpt. Wacław Kluczewski                                   |
| dowódca 8 baterii                                        | kpt. dypl. Leon Fudakowski                               |
| dowódca plutonu                                          | por. Fugeniusz Marek                                     |
| dowódca 9 baterii                                        | kpt. Jan Antoni Gorączko                                 |
| dowódca plutonu                                          | ppor. Józef Kadaj                                        |
| dowódca IV dywizjonu (fortecznego)                       | vacat                                                    |
| dowódca 10 baterii                                       | kpt. Jan Toni                                            |
| dowódca plutonu                                          | por. Edward Maciaszczyk                                  |

## 23 pal w kampanii wrześniowej

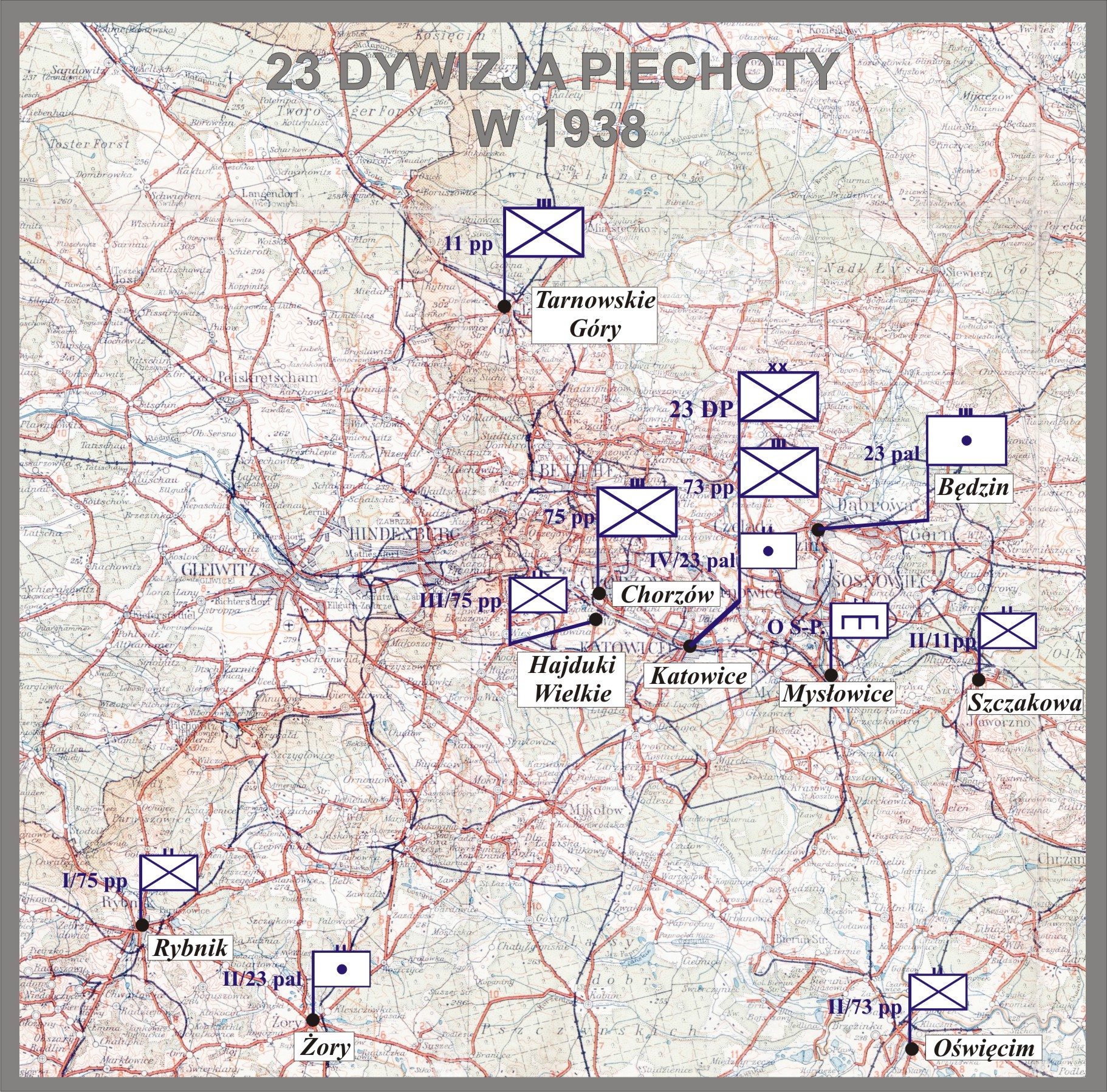
23 DP w 1938

### Mobilizacja
W ramach mobilizacji alarmowej w terminach od Z+18 do A+60 przez 23 pułk artylerii lekkiej w garnizonach śląskich zmobilizowano:
w grupie niebieskiej;
- 10 baterię artylerii lekkiej typ A 23 pal w Bobrownikach,
- 11 baterię artylerii lekkiej typ B 23 pal w Chorzowie,
- 12 baterię artylerii lekkiej typ C 23 pal w Kochłowicach,

w grupie zielonej
- II dywizjon armat 23 pal w Żorach,

w grupie żółtej
- Rezerwa Personelu Etapowego typ II nr 24 w Będzinie,
- III dywizjon haubic 23 pal w Będzinie,
- dowództwo 23 pal wraz z samodzielnym patrolem meteo nr 23 i pododdziałami pułkowymi w Będzinie,
- I dywizjon armat 23 pal w Będzinie,
- pluton parkowy uzbrojenia nr 503 w Będzinie,
- warsztat taborowy nr 517 w Będzinie,
- II dywizjon armat 65 pal w Będzinie[25].

Po ogłoszeniu mobilizacji alarmowej o godz. 5:00 24 sierpnia wyznaczona kadra pobrała tabele mobilizacyjne, zawiązki osobowe z podoficerów i szeregowych i udali się do okolicznych miejscowości, gdzie kierowano zgłaszających się do koszar rezerwistów. Pobierano sprzęt, wyposażenie i uzbrojenie oraz konie zgodnie z tabelami mobilizacyjnymi. Baterie IV dywizjonu armat (fortecznego) dołączyły na odcinki bojowe i podporządkowane zostały dowódcom batalionów specjalnych nr I, II i III w rejonach swoich mobilizacji. Dywizjon I/23 pal wszedł w skład Oddziału Wydzielonego „Tarnowskie Góry” składającego się z: 11 pp, batalionu I/203 pp rez. i samodzielnej kompanii km nr 6/11 pp „Niezdara”. Dywizjon II/23 pal (bez 5 baterii) wszedł w skład odcinka „Mikołów” (Zgrupowanie 55 DP rez., dwa bataliony 73 pp). 5 bateria armat została przydzielona do Oddziału Wydzielonego „Rybnik” (bataliony I/75 pp i III/203 pp rez.). Dywizjon III/23 pal haubic przydzielono do wsparcia Grupy Fortecznej Obszaru Warownego „Śląsk” w jej centralnym odcinku „Chorzów”.

### Walki i działania bojowe

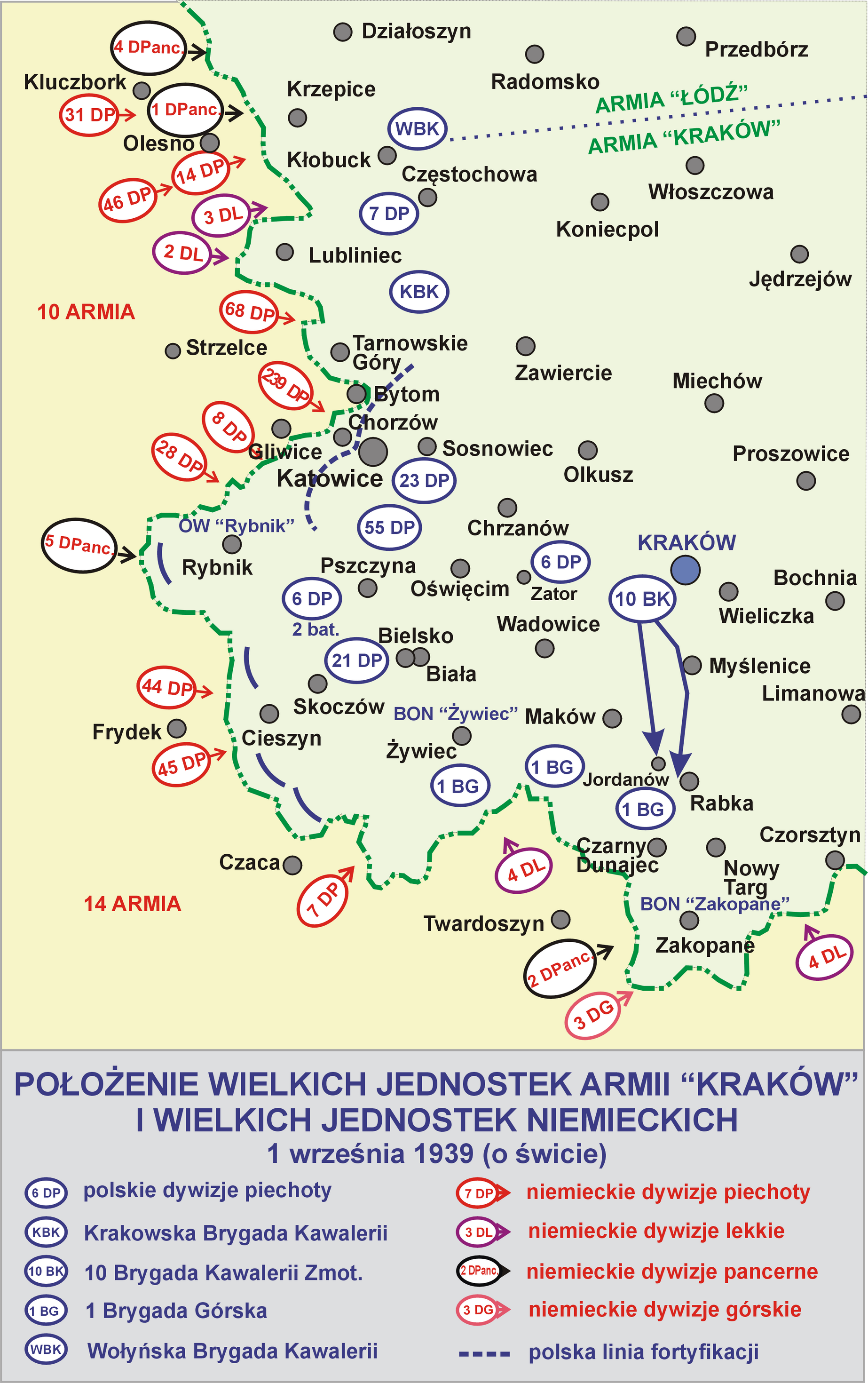
Pułk walczył w składzie 23 Górnośląskiej DP

#### Walki na Śląsku
Nocą z 31 sierpnia na 1 września dywizjon III/23 pal został przegrupowany spod Czeladzi do Chebzia, stoczył w trakcie marszu i podczas zajmowania stanowisk ogniowych walkę z niemieckimi dywersantami, a następnie o godz. 4:30 został zaatakowany przez niemieckie bombowce nurkujące, naprowadzone przez dywersantów. Zwiad dywizjonu i zwiady baterii prowadziły walki z dywersją w obronie punktów obserwacyjnych, np. w kopalni „Paweł” w Chebziu. Rozpoczęcie działań bojowych 1 września 1939 zastało 23 pułk artylerii lekkiej na stanowiskach ogniowych w bezpośrednim wsparciu oddziałów Grupy Operacyjnej „Śląsk” gen. bryg. Jana Jagmin-Sadowskiego. Od godzin porannych dywizjon II/23 pal wspierał w walkach obronnych w rejonie Mikołowa pododdziały batalionu fortecznego km „Mikołów” przed natarciem niemieckiej 8 Dywizji Piechoty. Haubice III/23 pal ostrzeliwały tereny poza granicami państwa, gdzie koncentrowały się do natarcia niemieckie jednostki. Następnie dywizjon w godzinach wieczornych wycofał się przez Będzin do rejonu Wyr. W godzinach przedpołudniowych w Żorach bateria 5/23 pal stoczyła walkę z niemieckimi czołgami wspierając obronę batalionu III/203 pp rez. Bateria zniszczyła 4 niemieckie czołgi z 5 Dywizji Pancernej, utraciła 1 armatę i poległego kanoniera, kilku odniosło rany. Bateria wycofała się w rejon Kobioru.
Od godzin porannych dywizjon I/23 pal walczył w rejonie Tarnowskich Gór. Szczególnie efektywnie wspierała obronę batalionu III/11 pułku piechoty bateria 2/23 pal, skutecznie ostrzeliwując atakującą niemiecką piechotę. Po zmroku I dywizjon opuścił swoje stanowiska w Tarnowskich Górach i przez Nakło, Świerklaniec przeszedł do Siemonii. 2 września od godz. 10:00 III/23 pal, wspólnie z pociągiem pancernym nr 54 Groźny, wspierał natarcie 75 pułku piechoty (bez I batalionu) na las wyrski, który opanowano. III/23 pal wspierał bataliony 75 pp do godzin popołudniowych. Następnie dywizjon wraz z innymi bateriami artylerii lekkiej i ciężkiej oraz 8 baterią pomiarów artylerii pod dowództwem płk. Ludomira Kryńskiego, dowódcy artylerii GO „Śląsk”, prowadził pojedynek z artylerią niemiecką. Po opanowaniu przez niemiecką piechotę Wyr, kontratak przeprowadził batalion II/73 pp wsparty baterią 6/23 pal. Towarzyszący dowódcy batalionu patrol zwiadu baterii poniósł straty: 2 poległych i rannego. Doszło do zaciętych walk dwóch odwodowych batalionów 23 DP, ze wsparciem 6/23 pal i 54 pociągu pancernego, w dolinie rzeki Gostynki z niemieckimi oddziałami 8 i 28 DP. W rejonie Kobioru wspierała bataliony 55 Dywizji Piechoty Rezerwowej bateria 5/23 pal. Tego dnia baterie II i III dywizjonu były atakowane przez lotnictwo niemieckie. Nocą 2/3 września pododdziały 23 pal wraz z macierzystą dywizją i GO „Śląsk” rozpoczęły, na rozkaz dowódcy Armii „Kraków”, odwrót na wschód od Krakowa.
Dowództwo 23 pal, wraz ze zgrupowaniem dowódcy 23 Dywizji Piechoty płk. Władysława Powierzy, wycofało się z lasów tyskich przez Mrucki, Giszowiec, Brzezinkę do linii Czarnej Przemszy, a następnie po południu 3 września przez Jaworzno do Alwerni. II/23 pal wraz z 73 pułkiem piechoty wycofał się przez Mrucki, most na Przemszy pod Brzezinką. III/23 pal wycofał się przez Mysłowice, most na Przemszy i w kierunku na Modrzejów. Bateria 5/23 pal wycofywała się z okolic Kobioru wraz z 201 pułkiem piechoty rez. przez Bieruń do Chełmka, gdzie wraz z piechotą stoczyła zwycięską walkę z niemieckim oddziałem pancernym przy moście na Przemszy. I dywizjon wycofał się nocą 2/3 września w rejon Ząbkowic, następnie, po krótkim odpoczynku, wyruszył w kierunku Chrzanowa. Z uwagi na zatłoczenie dróg uchodźcami ominął Chrzanów i maszerował przed 11 pp w kierunku na Trzebnię. Na odcinku pomiędzy Trzebnią a Bolęcinem, w okolicy Piły Kościeleckiej, 4 września ok. godz. 16:00 dywizjon I/23 pal i batalion III/11 pp wpadły w zasadzkę niemieckiej 5 DPanc. Zaskoczone działony częściowo zostały rozbite przez niemieckie czołgi; pozostałe usiłowały się wycofać do okolicznych lasów, lecz wybicie koni w zaprzęgach nie pozwoliło na dalszy marsz. Pozostałe armaty uszkodzono lub zniszczono poprzez rozbicie przyrządów celowniczych i zakopanie zamków. Poniesiono duże straty osobowe w poległych, rannych i zabranych do niewoli. Resztki dywizjonu, bez armat, zebrane po zmroku przez mjr. Mazaraki, pomaszerowały w kierunku Krzeszowic. Tocząc po drodze walki z niemieckimi spadochroniarzami i dywersantami pomaszerowały przez Olkusz i Kraków. Tocząc dalsze walki z dywersantami pod Bydlinem i Wolbromiem, pod Kleszczową koło Pilicy dostały się do niemieckiej niewoli. Grupa 20 kanonierów z kpr. pchor. Z. Nawrotem dołączyła 6 września pod Brzeskiem do 23 pal.

#### Walki odwrotowe do Wisły
4 września 7 i 8 baterie haubic 23 pal wspierały walki obronne 75 pp w rejonie Płazy i Wygiełzowa; części artylerzystów, poza obsługami haubic, użyto jako pododdziału piechoty. W obronie Alwerni piechotę z 73 pp wspierał II/23 pal; bateria 4/23 pal wspierała piechotę broniącą się w rejonie Poręba-Żegota. Po południu 5 września 23 DP, a wraz z nią 23 pal podjęły organizację obrony na linii fortów Krakowa koncentrując baterie w rejonie Woli Justowskiej. Pułk otrzymał uzupełnienie z baterii marszowej żołnierzy i koni oraz amunicji i zaopatrzenia. Późnym wieczorem podjęto odwrót przez Kraków w kierunku Puszczy Niepołomickiej do rejonu Kościelniki, Pobiednik Wielki, Igołomia. Jako czołowy maszerował z 11 pp dywizjon III/23 pal, za nim 75 pp z II/23 pal i 73 pp z 5/23 pal. Marsz kolumn trwał do godzin wieczornych 7 września; stoczono potyczki z niemieckimi patrolami rozpoznawczymi, w tym w okolicach Słominik pod Węgrcami; częściowo rozproszony został zwiad 9 baterii haubic. W okolicach Sędziszowic i Koszyc zwiad III/23 pal stoczył walkę z podchodzącymi pododdziałami niemieckimi. Po osiągnięciu rejonu Sędziszowice – Koszyce pododdziały dywizji stoczyły potyczki z podchodzącymi jednostkami nieprzyjaciela, w tym 9 bateria w Sędziszowicach. Wieczorem po godz. 21:00 i nocą 7/8 września jednostki 23 DP podjęły marsz w kierunku Nowego Korczyna. Rano 8 września 75 pp wraz z armatami II/23 pal zajął Nowy Korczyn, a 11 pp z haubicami III/23 pal odbił wieś Kocinę, a następnie zajął obronę w Kocinie i Ksanach. Po zajęciu stanowisk obronnych po ostrzale artylerii do natarcia przystąpiła niemiecka piechota wsparta ok. 30 czołgami. Oddziały niemieckie zdobyły Kocinę i zaatakowały Ksany; w trakcie walk piechota i haubice III/23 pal unieszkodliwiły 12 czołgów. Pomimo silnego wsparcia ogniowego haubic, niemieckie natarcie zmusiło do wycofania się obrońców Ksan, a następnie zmusiło do wycofania się z Chwalibogów i Senisławic baterie III dywizjonu. 9 bateria unieszkodliwiła 3–4 czołgi niemieckie.
Po walkach nocą 8/9 września 23 pal wycofał się w kierunku na Pacanów. Osłonę odwrotu dywizji stanowił 75 pp wzmocniony baterią 6/23 pal. Kolumna 11 pp wraz z resztą II dywizjonu pomaszerowała po trasie Grotniki, Pawłów, Brzostków, Paprocin, Biechów do Pacanowa. Kolumna 73 pp wraz z bateriami 8 i 9 pomaszerowały po osi Nowy Korczyn, Zagorzany, południowy skraj Pacanowa i Sroczków. W rejonie Sroczkowa i Pacanowa doszło do boju z niemieckim oddziałem pancerno-motorowym. Zajęta z marszu obrona 73 pp i obu baterii haubic pozwoliła odeprzeć niemieckie natarcie i zniszczyć 6 czołgów. Prowadzący działania opóźniające 75 pp z 6 baterią toczył walki z postępującymi za nimi oddziałami niemieckiej 5 D Panc. Bateria stoczyła walki obronne pod Wełninem i Solcem; w walkach odwrotowych zostało rannych trzech kolejnych dowódców 6 baterii kpt. Bolesław Wisławski, por. Zdzisław Mrozik i ppor. Tadeusz Domagała; dowództwo objął kpt. Jerzy Kamiński. Ok. godz. 21:00 23 DP rozpoczęła marsz nocny w kierunku lasu Stróżki, osiągając linię rzeki Czarna w godzinach popołudniowych 10 września. Odpoczywając po wyczerpującym marszu.

#### Bój o przeprawy w Baranowie i Osieku
Zgodnie z rozkazem dowódcy Armii „Kraków” 23 DP podjęła marsz do przeprawy przez Wisłę w rejonie Baranowa nocą 10/11 września, następnie kolejnym rozkazem miała ześrodkować się w rejonie Długołęki w odwodzie za 55 DP rez. rozlokowaną pod Osiekiem. Wydzielono do obrony przedmościa na odcinek Świniary – Łoniów 73 pp ze wsparciem III/23 pal i 5/23 pal. 9 baterię czasowo wydzielono do wsparcia batalionu specjalnego km nr III Grupy Fortecznej. Reszta 23 pal w sile II/23 pal (bez 5 baterii) weszła w skład artylerii ogólnego działania wraz z 95 dywizjonem artylerii ciężkiej i 23 dywizjonem artylerii ciężkiej pod dowództwem płk. Ludomira Kryńskiego.
W nocy 10/11 września przeprawiono część artylerii i taborów przez most pod Baranowem i Osiekiem oraz 75 pp. Następnie artyleria zajęła stanowiska na wschodnim brzegu Wisły; do II dywizjonu dołączyła bateria 3/22 pal por. B. Adamskiego. 75 pp rano 12 września zajął stanowiska obronne na wschodnim brzegu Wisły, wsparty III dywizjonem haubic z 7 i 8 bateriami z rejonu Baranowa, które zza Wisły ostrzeliwały oddziały niemieckie, włamujące się do Osieka. Jako ostatnia przeprawiła się 9 bateria, która po wykonaniu zadania wsparcia batalionu Grupy Fortecznej i jako ostatnia przeprawiła się przez most, po czym do wieczora ostrzeliwała Osiek ze stanowisk ogniowych w Siedliszczaniach. Rano 12 września przed 11 pp przeprawił się II dywizjon jako ostatni z 23 pal.

#### Odwrót na Lubelszczyznę
Po zebraniu oddziałów, 23 DP wieczorem 12 września podjęła ponad 40 kilometrowy marsz, w dwóch kolumnach, w kierunku Rozwadowa i Stalowej Woli, poprzez Skopanie, Dąbrowica, Chmielów, Cygany. Odwrót dywizji osłaniała straż tylna: batalion III/75 pp wraz z baterią 5/23 pal. Około godz.18:00 13 września oddziały dywizji przeszły most pod Rozwadowem i zajęły stanowiska na rubieży Zarzecze, Zdziary, Wólka Tanewska. III dywizjon zajął stanowiska ogniowe na południowym skraju Zdziar, a II dywizjon na skraju lasu przy leśniczówce Zdziary. III/23 pal wspierał w obronie 11 pp broniący rzeki Tanwi w rejonie Wołoszyny, a następnie kontratak III/73 pp i I/11 pp na Ulanów, który odbito z rąk niemieckich.
W godzinach wieczornych 14 września i nocą 14/15 września 23 pal podjął wraz z dywizją marsz w kolumnach: północnej III/23 pal i 4/23 pal z 75 pp i 73 pp przez Majdan Golczański, Hutę Krzeszowską, Ciosy, południowej II/23 pal (bez 4 baterii) z 11 pp przez Golce, Hutę Krzeszowską, Banachy. Po krótkim odpoczynku w Hucie Krzeszowskiej, 15 września ok. godz. 12:00, II dywizjon wsparł natarcie 11 pp na Banachy. Następnie na południe od Banachów i na trakcie Banachy – Biłgoraj wspierał obronę 11 pp. W kolumnie północnej ostrzelane zostały przez niemiecką artylerię baterie III dywizjonu; straty poniosła 8 bateria w poległych i ciężko rannych oraz w koniach. 16 września 23 DP ugrupowała się w obronie wokół Biłgoraja, zajmując pozycje na okolicznych wzgórzach; dowódca 23 pal ppłk Władysław Ryłko kierował ugrupowaniem bojowym baterii pułku. Do wsparcia obrony 11 pp i 73 pp wyznaczono baterie haubic III dywizjonu i 6 baterię armat, które prowadziły ostrzał atakującej pozycje 11 pp niemieckiej piechoty. Decyzją ppłk Ryłki został skoncentrowany ostrzał całego pułku na północnym skraju Puszczy Solskiej, gdzie koncentrowała się niemiecka piechota; od ostrzału wybuchł pożar w puszczy. Do kontrnatarcia po 30 minutowym przygotowaniu artyleryjskim o godz. 14:30 przystąpiły bataliony III/11 pp i II/73 pp, które odniosły sukces zdobywając wyjścia z Puszczy Solskiej i część miejscowości Piaski. Rozkazem dowódcy GO „Jagmin” nocą 16/17 września 23 pal podjął marsz po szosie Biłgoraj-Zwierzyniec w kolumnie za 73 pp. Bateria 4/23 pal wsparła natarcie batalionu I/73 pp na wieś Banach, otwierając drogę dywizji do dalszego marszu. Rano baterie pułku dotarły do lasu na wschód od miejscowości Rudki, gdzie pobrano z taborów amunicję, żywność i zaopatrzenie. W trakcie postoju zwiad III dywizjonu stoczył potyczkę z patrolem niemieckim biorąc jeńców. Nocą 17/18 września przegrupowano 23 DP wraz z 23 pal do rejonu Podklasztor-Zielone. 18 września II dywizjon armat został przydzielony do wsparcia obrony batalionu II/11 pp na wzgórzach na północ od Podklasztoru. Maszerujący w kolumnie 75 pp został zaatakowany przez niemiecki oddział w pobliżu wsi Obrocza; bateria 9/23 pal wsparła ogniem kontratakujący wroga batalion I/75 pp.

#### Udział w bitwie pod Tomaszowem Lubelskim
Zgodnie z rozkazem dowódcy Armii „Kraków” 23 DP miała współdziałać w zdobyciu Tomaszowa Lubelskiego z Warszawską Brygadą Pancerno-Motorową. Od godzin porannych 19 września II dywizjon armat wspierał natarcie 11 pp w kierunku Rogoźna – Tomaszowa; ok. godz. 18:00, z uwagi na silny ostrzał niemiecki, natarcie piechoty załamało się. 19 września w Zielonej odtworzono I dywizjon armat 23 pal pod dowództwem kpt. Jerzego Kamińskiego, w składzie dwóch baterii: 6/22 pal i 5/24 pal, liczących 4 i 3 armaty 75 mm wz. 1897. I dywizjon zajął obronę przeciwpancerną na południowy zachód od Tomaszowa. Po zatrzymaniu natarcia 11 i 73 pp w kierunku Tomaszowa, w godzinach południowych wszystkie trzy dywizjony pułku w sile 29 dział i 9 haubic ciężkich z 95 dac rozpoczęły wsparcie natarcia 73 pp na Szarowolę. Po dotarciu do Szarowoli natarcia 73 pp zostało ono zatrzymane i pułk wycofał się na pozycje wyjściowe, po otrzymaniu informacji o pojawieniu się na tyłach niemieckich czołgów i piechoty zmotoryzowanej. 11 pp przy wsparciu II i III dywizjonu zdobył Rogoźno, po czym niemiecki kontratak odzyskał wieś. Popołudniem po godz. 17:00 przegrupowano 23 DP do bezpośredniego natarcia na miasto nocą 19/20 września. 20 września po północy wspierano w miarę posiadanej amunicji pułki piechoty. Natarcie 75 pp wsparte I dywizjonem opanowało Ulów; pułk wdarł się do Tomaszowa Lub. i tam został zatrzymany. 11 pp ze wsparciem II dywizjonu został rozbity silnym i celnym ogniem niemieckiej artylerii na linii Tomaszów – Rogoźno. 73 pp wsparty przez III dywizjon dotarł w pobliże Tomaszowa. W dywizjonach pułku wyczerpała się amunicja. Od strony Zamościa na pozycje III dywizjonu wyszło niemieckie natarcie, którego dywizjon z uwagi na brak amunicji do haubic nie był w stanie odeprzeć i po walce dostał się do niewoli. W II dywizjonie w godzinach południowych skończyła się amunicja. I dywizjon, po załamaniu się natarcia 75 pp na Tomaszów, wycofał się wraz z pozostałością tego pułku do lasu Podlesina pomiędzy Bełżcem a Maziłami; nocą 20/21 września wycofał się do lasu Sołokije na północny wschód od Bełżca. Wieczorem 21 września obie baterie uległy rozwiązaniu; z kanonierów uformowano trzy plutony konne, które przedzierały się lasami w kierunku zachodnim, docierając do Puszczy Różanieckiej po 22 września; tam po stoczonej walce z oddziałem niemieckim dostały się do niewoli. Jeden z działonów I dywizjonu, wraz z batalionem I/75 pp, dotarł w okolice Narola do wsi Łowcza i tam po walce dostał się do niewoli. 22 września ppłk Ryłko rozkazał zdemontować i ukryć zamki pozostałych dział, zniszczyć sprzęt optyczny i rozwiązał 23 pułk artylerii lekkiej, nakazując następnie rozproszyć się i wydostać z okrążenia.

### IV Dywizjon artylerii lekkiej specjalny (forteczny) 23 pal Grupy Fortecznej „Śląsk”
Z uwagi na sformowanie jednostek fortecznych piechoty do obsady budowanych i wykańczanych umocnień Obszaru Warownego „Śląsk”, zaistniała potrzeba wyposażenia umocnień fortecznych w artylerię. W 1937 sformowano 10 i 11 baterię przeznaczoną na odcinki: „Bobrowniki” i „Chorzów”. W maju 1938 podjęto decyzję o sformowaniu 12 baterii dla wykańczanego odcinka „Kochłowice”. W etacie pokojowym służyło w IV dywizjonie 7 oficerów, 19 podoficerów i 72 kanonierów. W przypadku wojny, dywizjon rozwijał się do stanu 13 oficerów, 59 podoficerów i 114 kanonierów. Baterie organizowane były jako baterie artylerii lekkiej specjalnej: typu I 10 bateria, typu II 11 bateria i typu III 12 bateria. Baterie nr 10 i 11 były bateriami stałymi, z jednym plutonem; bateria nr 12 posiadała jeden pluton stały i jeden manewrowy. W dywizjonie było 14 armat 75 mm wz. 1897, w 10 baterii 4 armaty w tradytorach, w 11 baterii 5 armat wbudowanych w tradytorach, w 12 baterii 3 armaty w tradytorach, 2 armaty z przodkami „manewrowe”. Po zmobilizowaniu dywizjonu do etatów wojennych w dniu 24 sierpnia 1939, w czasie 18 godzin, załogi zajęły schrony i stanowiska przy armatach, prowadząc doszkalanie obsług i pełniły służbę bojową.  

#### Walki w obronie granicy i fortyfikacji
Nocą 31 sierpnia na 1 września na odcinku 12 baterii z tradytora pod dowództwem por. A. Niewiadomskiego ostrzelano szrapnelem ok. 120 grupę z Freikorpus Ebbinghaus atakującą schrony, biorąc 12 dywersantów do niewoli. W trakcie dalszych walk oddział ten został zlikwidowany przez żołnierzy batalionu km spec. nr II.
1 września ok. godz. 11:00 działa z tradytora nr 14 baterii nr 10 skutecznie wyeliminowały gniazda karabinów maszynowych z Freikorpusu na hałdach kopalni „Orzeł Biały”. Na odcinku 11 baterii z tradytora ostrzelano kopalnię Skarbofermu w Bielszowicach, z której prowadziły ostrzał karabiny maszynowe dywersantów. Z tradytora w Bobrownikach 10 bateria ostrzelała ok. godz. 10:00 po drugiej stronie granicy cele w Bytomiu. Podobnie z tradytora w Łagiewnikach 11 bateria również ostrzeliwała Bytom (dworzec kolejowy i kopalnię), Szombierki i Bóbrkę do późnych godzin nocnych. W nocy 1/2 września w rejonie Czarnego Lasu grupa dywersyjna otoczyła działon z plutonu „manewrowego” 12 baterii, który uratował interweniujący pluton strzelecki z batalionu km spec. nr III. 2 września w godzinach popołudniowych rozpoczęto wymontowywanie broni ze schronów w związku z planowaniem odwrotu z terenu Górnego Śląska Grupy Fortecznej i całości wojsk GO „Śląsk”. Baterie IV dywizjonu w walkach z dywersantami 1 i 2 września wystrzeliły tylko po ok. 40 pocisków z każdej baterii. Armaty w tradytorach porozkręcano i zdemontowano, ukryto zamki i przyrządy optyczne. Z dywizjonu wycofały się tylko dwie armaty ruchome 12 baterii, po uzupełnieniu zaprzęgów. Po godz. 23:00 oddziały Grupy Fortecznej rozpoczęły odwrót. Artylerzyści zostali wykorzystani głównie jako obsługa moździerzy w batalionach fortecznych, po ich ewakuacji z Obszaru Warownego. Pluton artylerii z 12 baterii prowadził walki w ramach grupy do 20 września.

### Oddział Zbierania Nadwyżek 23 pal
Po zakończeniu mobilizacji alarmowej 27–28 sierpnia do Ośrodka Zapasowego Artylerii Lekkiej nr 5 w Krakowie skierowano nadwyżki mobilizacyjne 23 pal. W 6 pal w II rzucie mobilizacji powszechnej zmobilizowano baterię marszową 23 pal; pozostali żołnierze rezerwy weszli w skład OZAL nr 5. W dniu 5 września w Woli Justowskiej bateria marszowa i uzupełnienie z OZAL nr 5, wydzieliło uzupełnienie w postaci jednego kompletnego działonu, weszło do składu bojowego 23 pal. OZAL nr 5 ewakuowano nocą 5/6 września z Krakowa na wschód kraju, w dwóch grupach. Grupa piesza pomaszerowała przez Brody, Tarnopol i dotarła 16 września do Tłumacza, a 17 września przemieściła się do Stanisławowa. Po otrzymaniu informacji o sowieckiej agresji, natychmiast skierowała się do granicy węgierskiej, którą przekroczyła w nocy 19/20 września na Przełęczy Tatarskiej. Druga grupa OZAL nr 5, która została ewakuowana z Krakowa transportem kolejowym, dotarła do Równego. 17 września, po otrzymaniu informacji o przekroczeniu granicy przez wojska sowieckie, grupa odjechała transportem samochodowym z Równego, docierając nocą 18/19 września do Lubieszowa. Następnie dojechano do Wólki Lubiechowskiej rano 19 września. 20 września grupa ta wyruszyła przez Kamień Koszyrski i Ratno, osiągając 22 września rejon Małoryty, gdzie weszła w skład Grupy „Brzoza”, formując dywizjon artylerii kpt. Mariana Poraja-Jankowskiego. Następnie jako artyleria dywizyjna uczestniczyła w walkach 50 Dywizji Piechoty „Brzoza” w składzie SGO „Polesie” do 5 października.
| Struktura organizacyjna i obsada personalna we wrześniu 1939     | Struktura organizacyjna i obsada personalna we wrześniu 1939 |
| Dowództwo                                                        | Dowództwo                                                    |
| ---------------------------------------------------------------- | ------------------------------------------------------------ |
| dowódca                                                          | ppłk Władysław Ryłko                                         |
| adiutant pułku                                                   | por. Zbigniew Malewski                                       |
| oficer zwiadowczy                                                | kpt. Jerzy Kamiński                                          |
| oficer obserwacyjny                                              | ppor. Kazimierz Smolski                                      |
| oficer łączności                                                 | por. Stanisław Piech                                         |
| oficer płatnik                                                   | kpt. Maciej Zachara                                          |
| szef kancelarii                                                  | chor. Edward Gracjalny                                       |
| I dywizjon (12 armat 75 mm)                                      |                                                              |
| dowódca                                                          | mjr Marian Jan Mazarski vel Mazaraki                         |
| adiutant dywizjonu                                               | ppor. rez. Feliks Konwiszer                                  |
| oficer zwiadowczy                                                | por. rez. Zdzisław Mrozik                                    |
| oficer obserwacyjny                                              | ppor. rez. Krzysztof Perkowski                               |
| oficer łączności                                                 | por. rez. Ernest Jakubiec                                    |
| dowódca 1 baterii                                                | por. rez. Kułakowski, Kułakowicz?                            |
| oficer ogniowy                                                   | ppor. rez. Józef Morcinek                                    |
| dowódca 2 baterii                                                | kpt. Jan Żmudzki                                             |
| oficer zwiadowczy                                                | plut. pchor. rez. Zdzisław Majewski                          |
| oficer ogniowy                                                   | ppor. rez. Jan Grochowski                                    |
| dowódca 3 baterii                                                | kpt. rez. Marcinkowski                                       |
| oficer zwiadowczy                                                | ppor. rez. Zbigniew Wolny                                    |
| oficer ogniowy                                                   | ppor. Kurt Nogajczyk                                         |
| dowódca kolumny amunicyjnej dywizjonu                            | kpt. rez. dr inż. Włodzimierz Stępiński                      |
| II dywizjon (12 armat 75 mm)                                     |                                                              |
| dowódca                                                          | mjr Roman Brenner                                            |
| adiutant dywizjonu                                               | ppor. Witold Brzozowski                                      |
| oficer zwiadowczy                                                | ppor. rez. Zygmunt Jasiński                                  |
| oficer obserwacyjny                                              | ppor. rez. Józef Kurzak                                      |
| oficer łączności                                                 | ppor. rez. Gerard Gola                                       |
| dowódca 4 baterii                                                | kpt. Stefan Wolbek                                           |
| oficer zwiadowczy                                                | ppor. Zbigniew Jasiński?                                     |
| oficer ogniowy                                                   | ppor. Aleksander Kopniak                                     |
| dowódca 5 baterii                                                | kpt. Mikołaj Józef Stranz                                    |
| oficer zwiadowczy                                                | ppor. rez. Stanisław Eibenschütz                             |
| oficer ogniowy                                                   | ppor. Karol Orłowski                                         |
| dowódca 6 baterii                                                | kpt. Bolesław Wisławski                                      |
| dowódca 6 baterii                                                | por. rez. Zdzisław Mrozik                                    |
| dowódca 6 baterii                                                | ppor. Tadeusz Eugeniusz Domagała 9 IX 1939 ranny             |
| dowódca 6 baterii                                                | kpt. Jerzy Kamiński                                          |
| oficer zwiadowczy                                                | ppor. rez. Lucjan Kocielski                                  |
| dowódca kolumny amunicyjnej dywizjonu                            | ppor. rez. Henryk Andrzej Sękiewicz                          |
| III dywizjon (12 haubic 100 mm)                                  |                                                              |
| dowódca                                                          | mjr Jan Orłowski                                             |
| adiutant dywizjonu                                               | ppor. Jerzy First                                            |
| oficer zwiadowczy                                                | ppor. rez. Wiśniewski                                        |
| oficer obserwacyjny                                              | ogn. pchor. rez. Włodzimierz Kępiński                        |
| oficer łączności                                                 | plut. pchor. rez. Stefan Zarębski                            |
| dowódca 7 baterii                                                | kpt. Wacław Kluczewski                                       |
| oficer zwiadowczy                                                | ppor. rez. Radaj                                             |
| oficer ogniowy                                                   | ppor. Jan Dziubiński                                         |
| dowódca 8 baterii                                                | por. Roman Szeląg                                            |
| oficer zwiadowczy                                                | por. rez. Stanisław Chlebda                                  |
| oficer ogniowy                                                   | ppor. rez. inż. Jerzy Wojciechowski                          |
| dowódca 9 baterii                                                | kpt. Jan Gorączko                                            |
| oficer zwiadowczy                                                | ppor. rez. Janusz Kuliński                                   |
| oficer ogniowy                                                   | por. rez. Józef Bijak                                        |
| dowódca kolumny amunicyjnej dywizjonu                            | por. rez. Edward Romanowicz                                  |
| IV dywizjon forteczny – artyleria Grupy Fortecznej OWar. „Śląsk” |                                                              |
| dowódca                                                          | ppłk dypl. Władysław Slawiczek                               |
| 10 bateria                                                       | kpt. Jan Toni (przy IV batalionie 11 pp )                    |
| 11 bateria                                                       | kpt. Władysław Cesarz (przy IV batalionie 75 pp)             |
| 12 bateria                                                       | kpt. Jan Kręcioch (przy IV batalionie 73 pp)                 |

## Symbole pułkowe

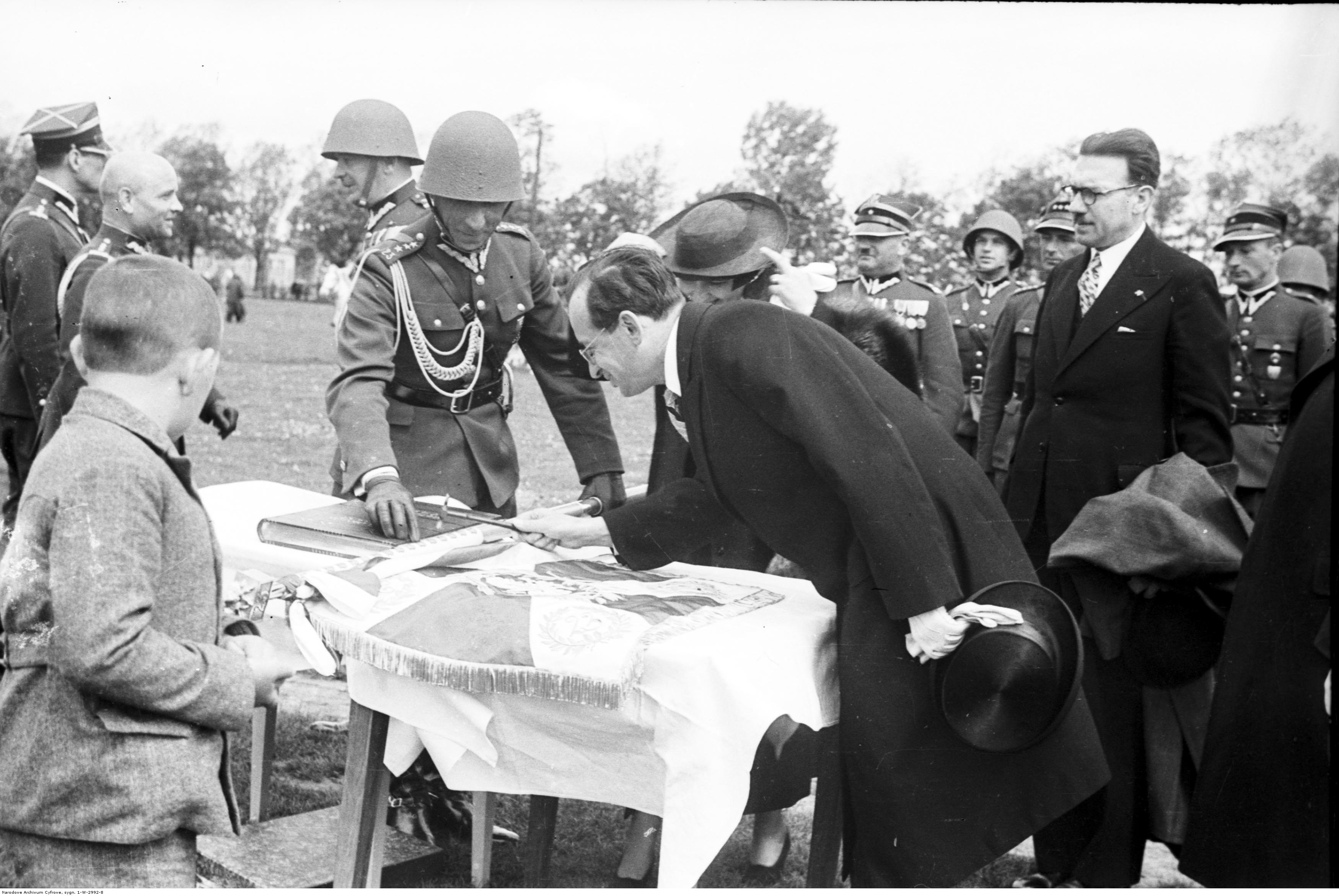
Wręczenie sztandarów pułkom artylerii 29 maja 1938 – wojewoda kielecki Władysław Dziadosz wbija pamiątkowy gwóźdź w drzewce sztandaru 23 pal; z lewej (bez hełmu) – dowódca 23 DP płk dypl. Jan Jagmin-Sadowski w rozmowie z dowódcą 23 pal ppłk. Romanem Władysławem Gorczyńskim

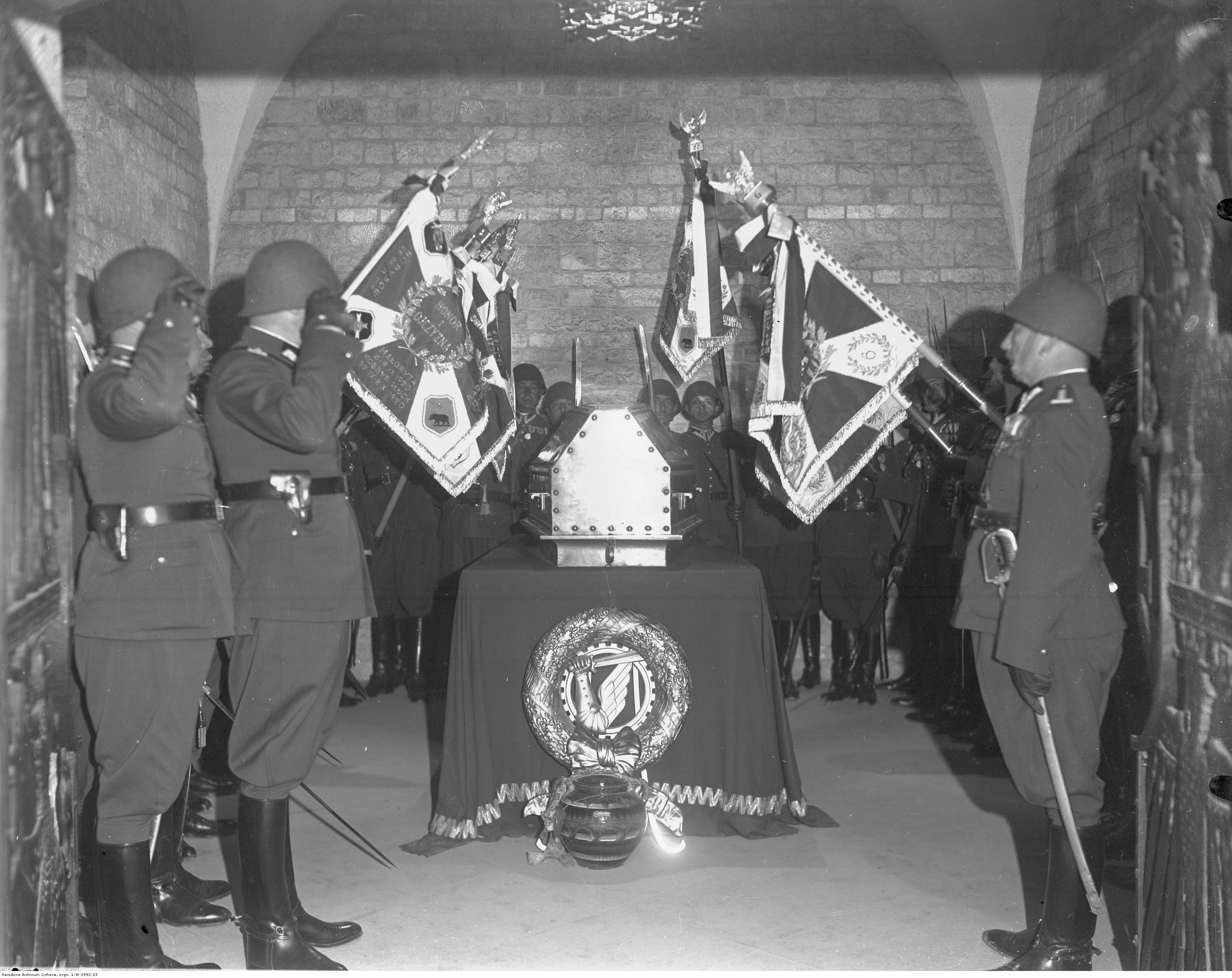
Poczty sztandarowe pułków artylerii oddają hołd Marszałkowi Józefowi Piłsudskiemu w jego krypcie na Wawelu

### Sztandar
27 listopada 1937 Prezydent RP Ignacy Mościcki zatwierdził wzór sztandaru dla 23 pułku artylerii lekkiej.
W niedzielę 29 maja 1938 na krakowskich Błoniach, gen. dyw. Juliusz Rómmel, w imieniu Prezydenta RP, wręczył dowódcy pułku sztandar ufundowany przez społeczeństwo Będzina. Uroczystość wręczenia sztandarów oddziałom artylerii Okręgu Korpusu Nr V i X rozpoczęła msza święta odprawiona przez ks. biskupa polowego Józefa Gawlinę. Zakończenie uroczystości nastąpiło na zamku królewskim na Wawelu oddaniem hołdu Pierwszemu Marszałkowi Polski Józefowi Piłsudskiemu.
Prawa strona sztandaru była wykonana według wzoru regulaminowego. W centrum znajdowało się godło państwowe – orzeł w koronie w wieńcu z liści laurowych, w czterech rogach numer pułku w takich samych wieńcach. 
Na lewej stronie płata sztandarowego, pośrodku krzyża kawaleryjskiego znajdował się wieniec taki sam jak po stronie prawej, a w wieńcu trzywierszowy napis „HONOR I OJCZYZNA”. W rogach sztandaru, w mniejszych wieńcach umieszczone były na tarczach:
- w prawym górnym rogu na tarczy – wizerunek Matki Boskiej Częstochowskiej
- w lewym górnym rogu na tarczy – wizerunek św. Barbary
- w prawym dolnym rogu na tarczy – godła miast: Będzina, Czeladzi, Dąbrowy Górniczej i Sosnowca
- w lewym dolnym rogu na tarczy – odznaka pamiątkowa 23 pal
- w środku, w wieńcu – napis Honor i Ojczyzna

Na amarantowych ramionach krzyża kawalerskiego umieszczono daty i nazwy miejscowości:
- na górnym – Brodnica 18 VIII 1920
- na dolnym – Górny Śląsk 20 VI 1922.

Drzewce sztandaru zakończone było orłem stojącym na puszce, na której wygrawerowano liczbę 23.
Fotografie sztandaru z zasobów NAC 

### Odznaka pamiątkowa
Odznakę pamiątkową pułku ustanowiono na zebraniu ogólnym oficerów 23 lutego jako widomy symbol moralnej łączności z pułkiem oficerów i szeregowych służby czynnej, rezerwy i w stanie spoczynku oraz osób cywilnych i wojskowych złączonych z pułkiem lub Wojskiem Polskim pracą i zasługą. Została ona zatwierdzona wraz z regulaminem w Dzienniku Rozkazów MSWojsk. nr 16, poz. 191 z 30 maja 1930. Odznaka ma kształt krzyża o ostro ściętych końcach ramion, pokrytych ciemnozieloną emalią w obramowaniu lister emaliowanych na czarno. Na ramionach krzyża wpisano inicjały 23 PAP oraz symbole górnicze: koło zębate i młoty.
Prawo do noszenia odznaki przysługiwało: dowódcy pułku, oficerom i szeregowym byłego 214 pal pozostającym w szeregach pułku od 15 sierpnia 1920 do 15 sierpnia 1921, wszystkim uczestnikom bitwy pod Brodnicą oraz innym oficerom i szeregowym, którzy służyli w pułku przez trzy miesiące na froncie lub rok poza frontem. W czasie pokoju odznakę mogli otrzymać oficerowie i podoficerowie zawodowi po dwóch latach służby, szeregowi po roku. Odznakę nadawano również innym osobom zasłużonym dla pułku lub wojska. Odznaczeni nabywali odznakę na koszt własny.

## Żołnierze pułku

### Dowódcy i zastępcy dowódcy pułku
| Stopień, imię i nazwisko               | Okres pełnienia służby      | Kolejne stanowisko                          |
| Dowódcy pułku                          | Dowódcy pułku               | Dowódcy pułku                               |
| -------------------------------------- | --------------------------- | ------------------------------------------- |
| ppłk Rudolf Underka                    | 10 – 24 VIII 1920)          |                                             |
| mjr art. Adam Brzeski                  | 24 VIII 1920 – 15 I 1921    | dowódca IV/15 pap                           |
| ppłk art. Jerzy Krynicki               | 30 IV 1921 – 5 X 1921       |                                             |
| ppłk / płk art. Rudolf Underka         | 5 X 1921 – 14 XI 1925       |                                             |
| ppłk art. Lucjan Tadeusz Szulc         | XI 1925 – V 1927            | referent w 8 Okręgowym Szefostwie Artylerii |
| ppłk / płk art. Stanisław Rarogiewicz  | 28 V 1927 – VII 1935        |                                             |
| ppłk art. Roman Gorczyński             | 4 VII 1935 – 18 VIII 1938   |                                             |
| ppłk / płk art. Jan II Kijowski        | 19 VIII 1938 – 23 VIII 1939 | dowódca artylerii dywizyjnej 23 DP          |
| ppłk art. Władysław Ryłko              | 23 VIII – 22 IX 1939)       |                                             |
| Zastępcy dowódcy pułku                 |                             |                                             |
| mjr art. Stefan II Wierzbicki          | 1923 – 1 III 1924           | p.o. zastępcy dowódcy 1 pag                 |
| mjr art. Lucjan Tadeusz Szulc          | 1 III – VII 1924            | dowódca 27 pap                              |
| ppłk art. Stanisław Filip Rarogiewicz  | VIII 1924 – V 1927          | dowódca 23 pap                              |
| ppłk art. Zygmunt Żaboklicki           | V 1927 – XII 1929           | dowódca 16 pap                              |
| mjr dypl. art. Włodzimierz Ludwig      | XII 1929 – 15 XI 1930       | zastępca szefa Oddziału III SG              |
| mjr. art. Henryk Nartowski             | I 1931 – III 1932           | komendant Obozu Ćwiczebnego Raducz          |
| mjr / ppłk dypl. art. Bolesław Pyszora | III 1932 – V 1934           | Sztab Główny                                |
| mjr art. Władysław II Szwed            | od IV 1935                  |                                             |
| ppłk art. Władysław Ryłko              | do 23 VIII 1939             |                                             |

### Żołnierze pułku – ofiary zbrodni katyńskiej
Biogramy ofiar zbrodni katyńskiej znajdują się między innymi w bazach udostępnionych przez Ministerstwo Kultury i Dziedzictwa Narodowego oraz Muzeum Katyńskie.
| Stopień, imię i nazwisko            | zawód                          | miejsce pracy przed mobilizacją | zamordowany |
| ----------------------------------- | ------------------------------ | ------------------------------- | ----------- |
| por. w st. sp. Jan Burz             |                                |                                 | Charków     |
| ppor. rez. Tadeusz Domagała         | inżynier                       |                                 | Katyń       |
| ppor. rez. Józef Jabłoński          | rolnik                         |                                 | Charków     |
| ppor. rez. Stefan Kowalczewski      | inżynier                       |                                 | Charków     |
| ppor. rez. Zygmunt Ostrowski        | inżynier leśnictwa             | DOKP w Katowicach               | Katyń       |
| kpt. w st. sp. Eugeniusz Piotrowski |                                |                                 | Katyń       |
| ppor. rez. Tadesz Prauza            | inżynier                       |                                 | Katyń       |
| ppor. rez. Rudolf Frosztęga         | inżynier mechanik, konstruktor | Port lotniczy w Małaszewiczach  | Katyń       |